# Садиба Нікольське-Черенчіци

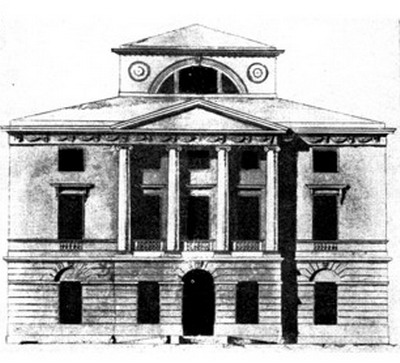
Садиба Нікольське-Черенчіци. Власний будинок архітектора, проект.

Садиба Нікольське-Черенчіци ( рос. Усадьба Никольское-Черенчиц) - історична садиба, котра належала архітекторові Миколі Львову та його родині.

## Історія створення
Микола Львов народився в невеликій садибі Черенчіци, котра розташована на відстані 16 кілометрів від провінційного міста Торжок. Батько майбутнього архітектора і відомого діяча російського просвітництва рано помер. В дерев'яному будинку садиби мешкала мати Миколи Львова.
Чим більше будував архітектор Львов у столиці й околицях, тим контрастніше виглядали для нього садиби з дерев'яними спорудами на малій батьківщини. Не відразу він спромігся перебудувати і дерев'яний садибний будинок власної матері в Черенчіцах. Будівництво і облаштування на нових засадах палладіанства (різновиду класицизму) розтяглося на роки і здійснювалось поетапно. Так, кузню в Черенчіцах 1783 р. архітектор вибудував осторонь з валунів заради небезпеки від пожеж. 
Згодом на нецікавій місцині садиби Львов створив п'ять ставків з каскадом на місці боліт, а під нове будівництво відвів рівчаки, аби не чіпати ріллю. Один ставок був рибним («Балхон»), інший (« Круглий»)- купальним. Ставки утворювали каскад із водоспадом у два метри. Захоплення володарем ботанікою та садівництвом відбилося в створенні фруктового саду, Англійського парку і будівництві оранжерей.
Узвишшя і рівчаки ділянки він використав для створення фруктових садів і садибного парку, де було власне джерело, Водонагнітка машина, Грот, купальня, Грецький храмик, штучні острівці на ставках. Господарські споруди завдяки зусиллям Львова перетворились на паркові павільйони.
Відомо, що він спорудив оранжереї в садибі і мав ділянку для експериментів. Львов вирощував в садибі такі рослини, як американський клен, срібляста тополя, різні дуби, модрина, ліванський кедр, лавр, низку рослин, вивезених із Сибіру та Америки. Львов був одним із консультантів Н. П. Осипова, котрий 1791 р. випустив з друку два перші видання в Російській імперії Ботанічного словника. Перше видання словника вийшло із посвятою М.О. Львову.

## Опис
Садибний будинок мав три поверхи, колонний портик і обов'язковий тоді бельведер. Львов тяжів до компактних об'ємів і кубоподібний садибний будинок виявився замалим для родини. Тому в 1790-ті роки архітектор вибудував два симетричні флігелі, котрі збільшили житлову площу приміщень. Садибний ансамбль Львова в Черенчіцах був вибудований з цегли і потинькований, що уберегло садибу від пожеж. Але не від недбалості людей.
В центрі садибного будинку розташували парадну залу з верхнім освітленням. поряд були кабінет володаря, вітальня, приміщення для приватної бібліотеки. Плафони і ліплені карнизи доповнювали недорогі оздоби інтер'єрів : Микола Львов належав до небагатих поміщиків, котрі роками були вимушені десь служити. Аби мати статки, Львов був вимушений окрім служби займатися підприємницькою діяльністю і торгівлею зерном. 
Садибний храм мав вигляд улюбленої ним ротонди.

## Аварійний стан і проекти відбудови
На початок 21 ст. залишені лише руїни центрального будинку та один західний флігель в аварійному стані .
Ще 2001 року І. В. Калугіна створила проект реставрації садибного палацу в Черенчіцах. Але все залишено на папері. Меморіальна садиба Миколи Львова перебуває в аварійному стані.